# Gara Rădăuți
Gara Rădăuți este o gară de cale ferată construită în anul 1889 în orașul Rădăuți (azi în județul Suceava al României). Ea se află pe strada Gării nr. 3. Gara Rădăuți a fost inclusă în Lista monumentelor istorice din județul Suceava, elaborată în anul 2004, având codul  SV-II-m-B-05607.

## Istoric
În anul 1869 a fost pusă în funcțiune Calea ferată Cernăuți–Suceava de către compania feroviară Lemberg-Czernowitz-Jassy Eisenbahn. Acesta a fost folosită în principal pentru a lega România de Europa Centrală, dar a ocolit unele dintre orașele importante din Bucovina, cum erau Siretul și Rădăuțiul. 
Cu scopul de a conecta aceste orașe la rețeaua feroviară existentă, au fost fondate mai multe companii private de căi ferate locale, inclusiv Bukowinaer Lokalbahnen (Căile ferate locale ale Bucovinei). Această companie a început în 1888 construirea unui tronson de cale ferată din satul Dornești (pe atunci Hadikfalva, cu o populație predominant maghiară) către orașul Rădăuți (în germană Radautz). Traversarea râului Suceava a necesitat construirea unui pod de lemn cu o lungime de 254 m.
La data de 17 noiembrie 1889 calea ferată Dornești–Rădăuți a fost pusă în funcțiune.
Au existat mai multe idei cu privire la amplasarea gării din Rădăuți, propunându-se locații din nordul sau sudul orașului, dar în cele din urmă s-a optat pentru construirea gării între spital și cimitir. Deoarece linia ferată trecea prin centrul orașului, pe traseul până la gară au fost înființate încă două halte pentru călători: Plopi și Gara Mică. Gara Mică se afla în Piața Unirii, lângă parcul central; pe locul unde era aceasta se află în prezent o casă de amanet.
În 1898 linia de cale ferată a trecut în administrarea Neue Bukowinaer Lokalbahn-Gesellschaft (Noua societate de cale ferată locală a Bucovinei). După primul război mondial, Bucovina a devenit parte componentă a României; calea ferată a fost preluată de către compania românească CFR. 
În anul 2001 au fost finalizate o serie de lucrări de modernizare. S-au realizat următoarele lucrări: renovarea fațadei, renovarea interioarelor, modernizarea sălii de așteptare, înlocuirea dalelor de pe peroane, a ușilor și ferestrelor cu unele din termopan și a acoperișului clădirii.

## Imagini

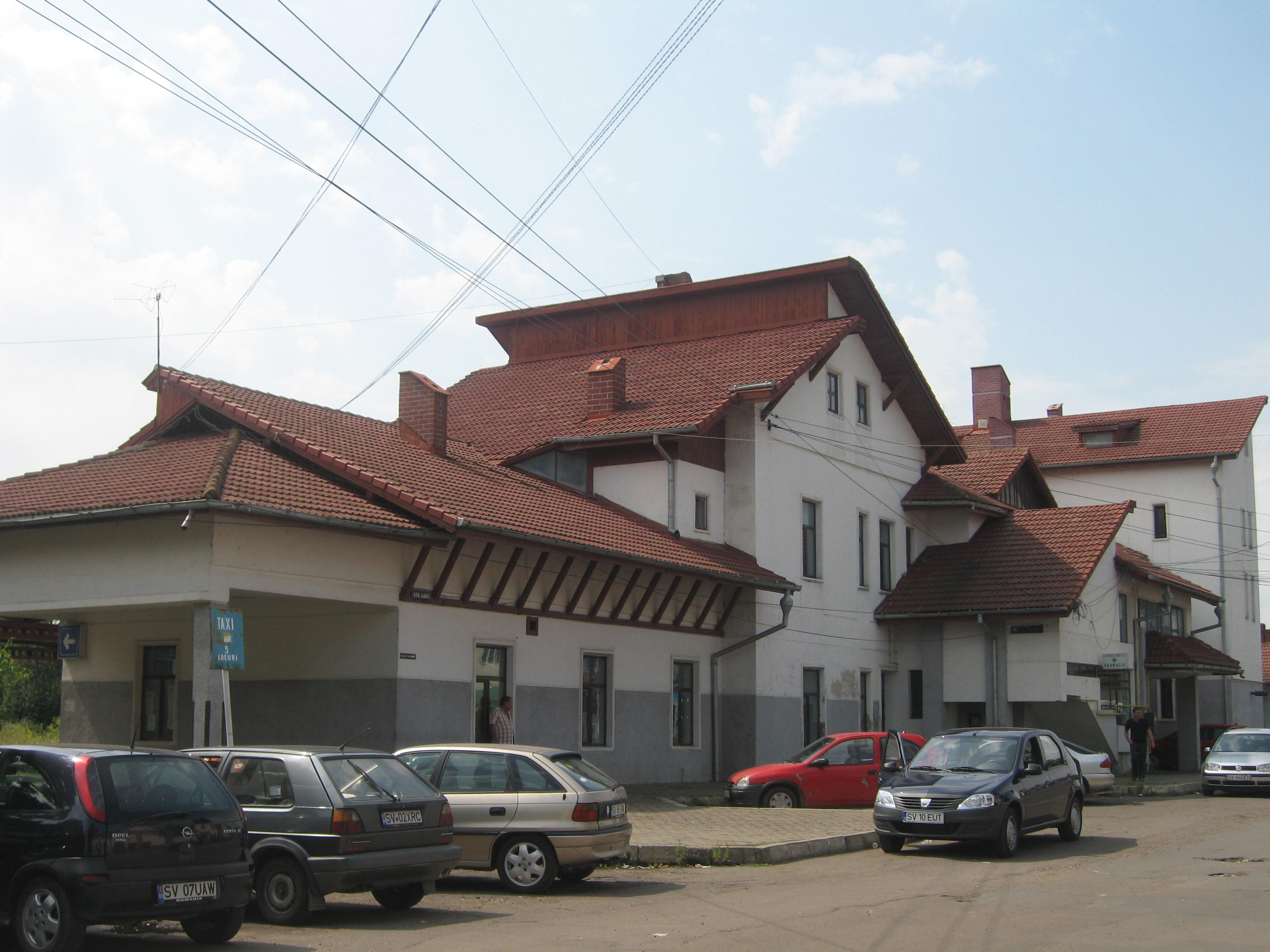
Gara Rădăuți
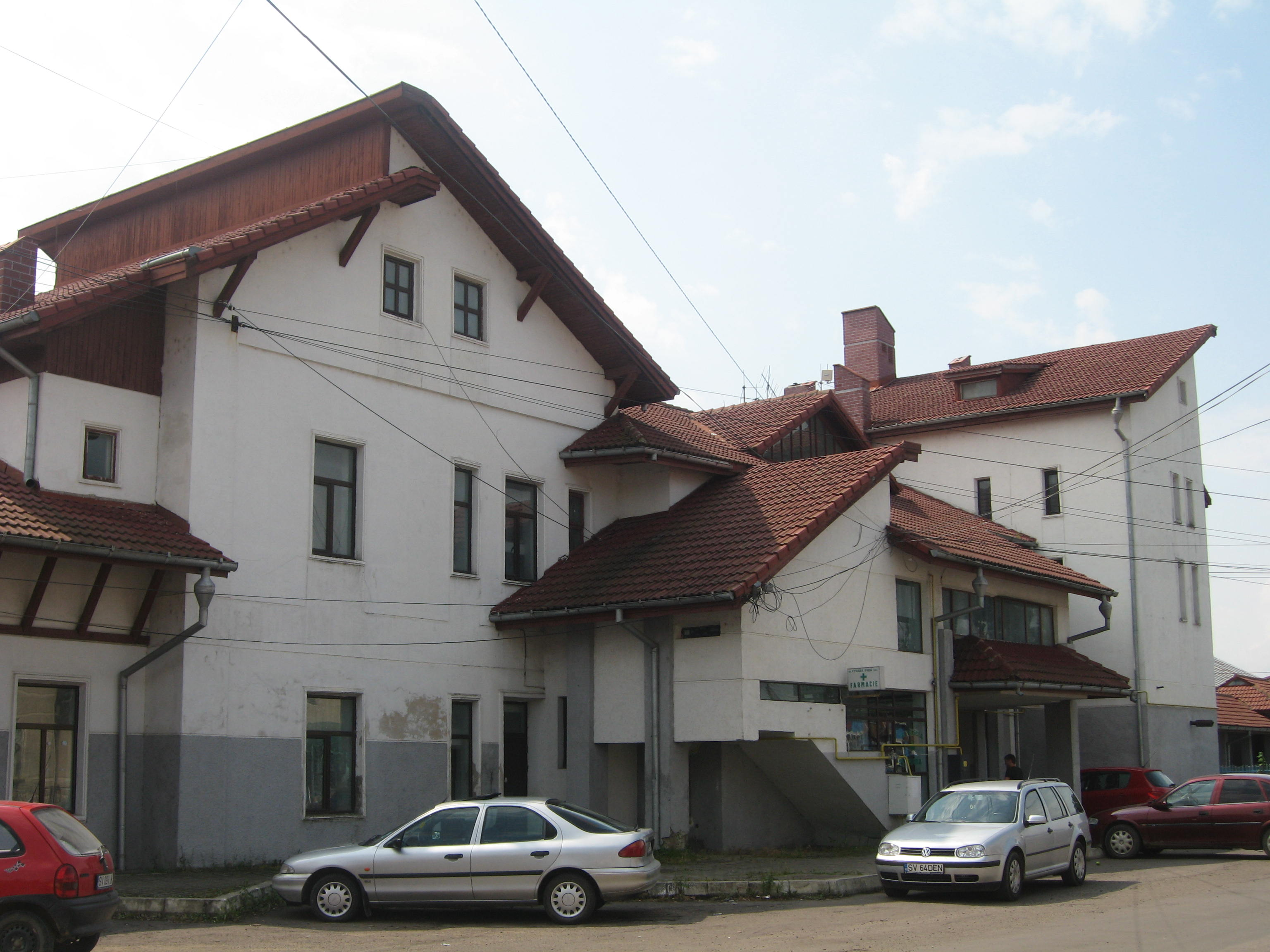
Gara Rădăuți
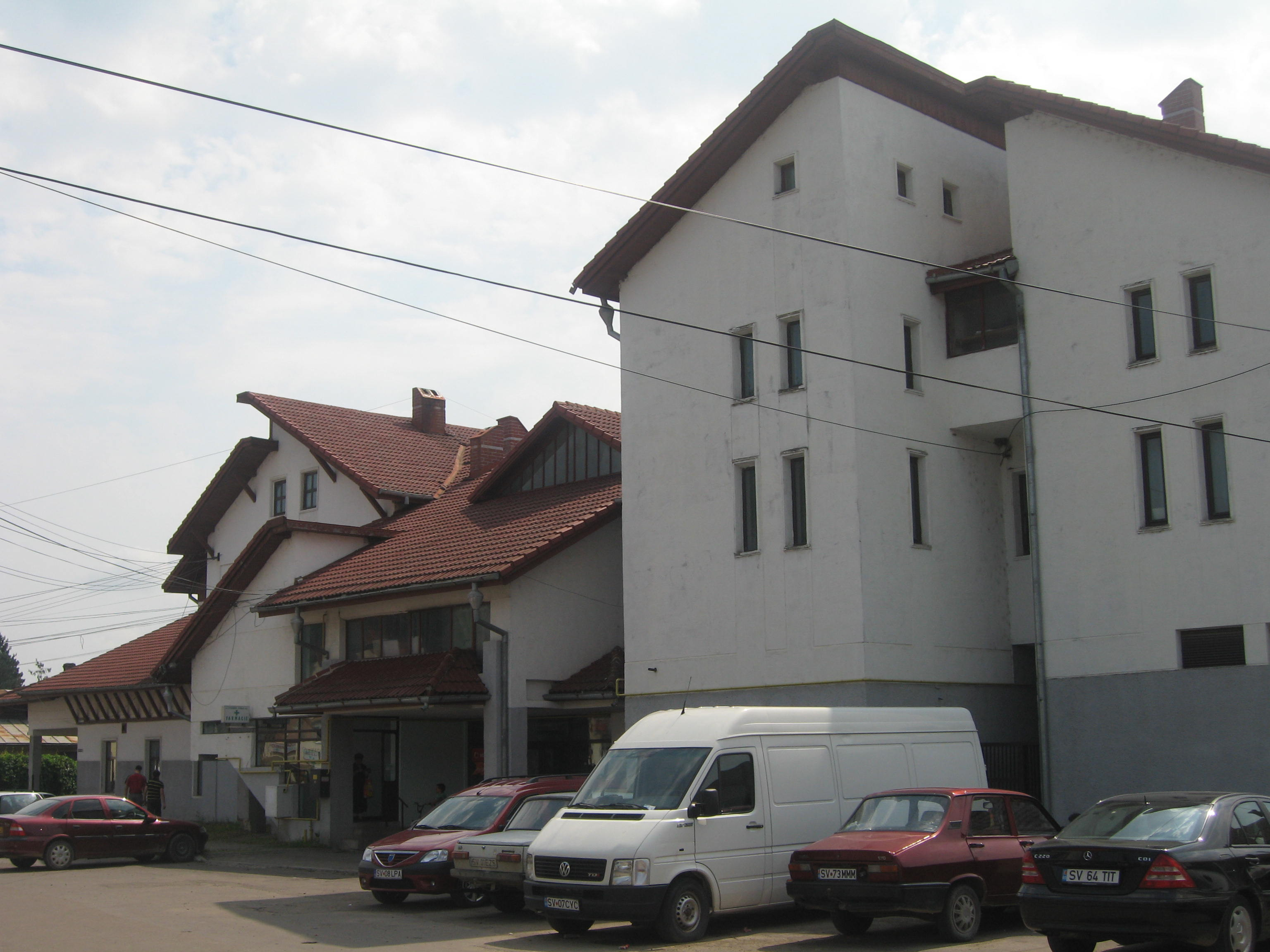
Gara Rădăuți
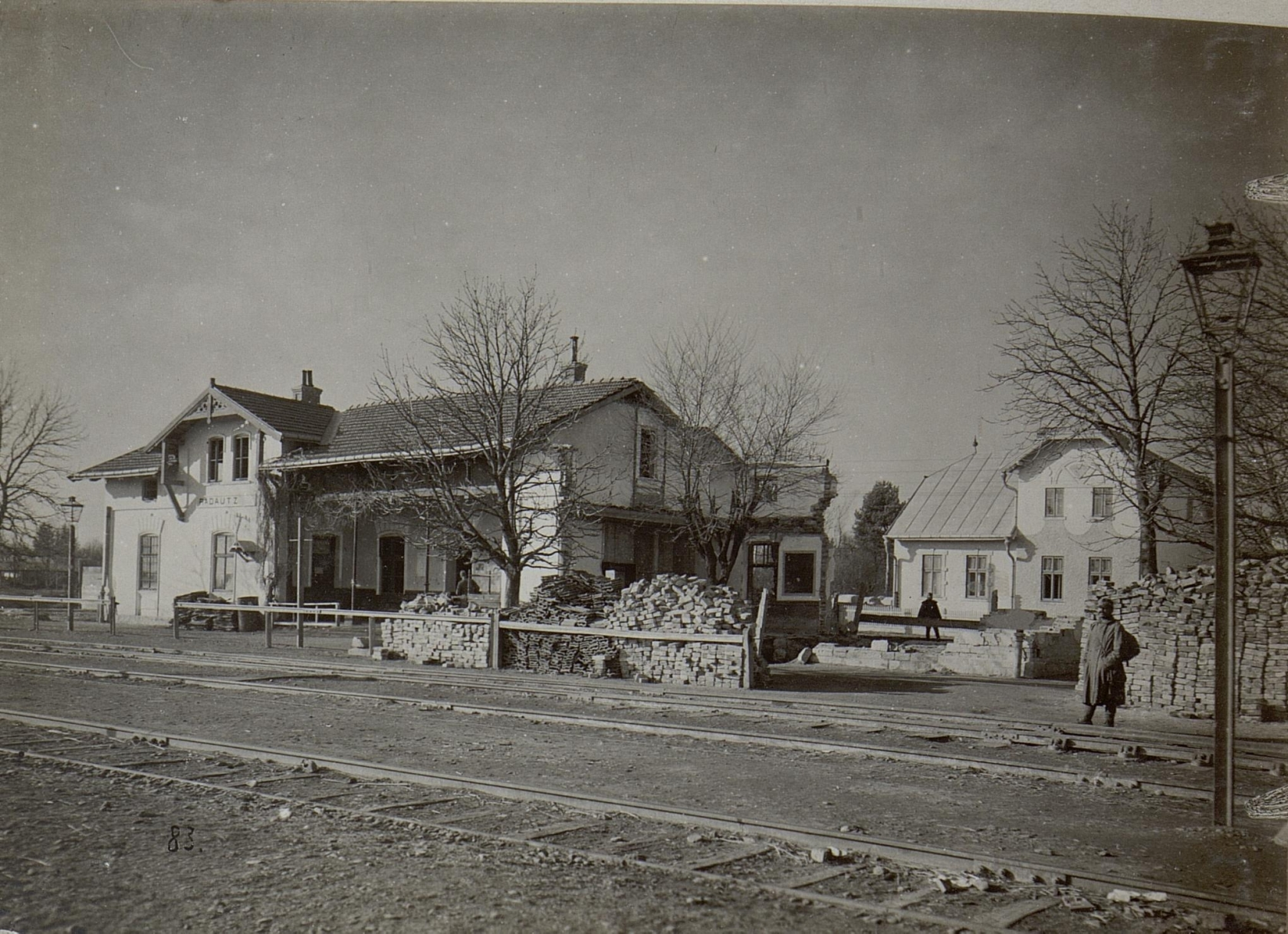
în 1917